# ハロー!ナショナルショウルーム
『ハロー!ナショナルショウルーム』（Hello! National Showroom）は、MBSラジオで放送されていたラジオ番組。

## 概要
タイトルに“ナショナル”の冠がある通り松下電器産業（現・パナソニック）の一社提供番組。大阪・北区梅田にある阪神百貨店の6階に当時存在したナショナルショウルームで毎週火曜日の夕方に公開録音をしていた。

## 歴代ラジオパーソナリティ
- 1975年11月7日 - 198?年?月 角淳一、佐藤良子[3]（いずれも当時は毎日放送のアナウンサー）
- 198?年?月 - 1984年4月28日 角淳一（当時は毎日放送のアナウンサー）、たかざわきょうこ
- 1984年5月5日 - 1984年9月 高石ともや 、ザ・ナターシャー・セブン、たかざわきょうこ
- 1984年10月 - 1984年12月　高石ともや、ザ・ナターシャー・セブン、泰葉
- 1985年1月 - 1985年3月 高石ともや、泰葉
- 1985年4月 - 1987年4月11日  やしきたかじん、泰葉
  - このコンビは当番組を担当する以前にも、MBSラジオの『ウィークエンド・イングス』で共演していた。
  - ECHOESをゲストに迎えた際の公開収録で、たかじんが「ECHOESのリーダー」と思い込んでいたヴォーカルの辻仁成（実際のリーダーはドラムスの今川勉）に質問を何度投げ掛けても、辻が素っ気ない態度で応じ続けたことにたかじんと泰葉が激怒。たかじんが自分の一存で収録を中止させた後に、ステージ上の譜面台を辻に向かって投げ付けたり、観覧客の目の前で辻を一喝したりした。本業がシンガーソングライターであったたかじんは後年、このエピソードを折に触れて出演番組やコンサートなどで披露。一方の辻は、ソロのミュージシャンや作家として名を成した後に、出演当時の非礼とたかじんからの檄に対する謝意を込めたメッセージをたかじんの冠番組へ送っていた（当該項で詳述）。
- 1987年4月18日 - 1989年4月9日 円広志、高倉尚子
  - 1987年10月17日放送分から『円広志の遊YOUアクセス』と番組名が変更される[注釈 2]。
- 1989年4月16日 - 1994年?月?日 桂文珍
  - 末期は大学生らを前に各界の著名人が「講義」を行う『文珍のアクセス塾』となった。

## テーマ曲
- ハービー・マン「High Above The Andes」[4]